# Mawlamyaing
Mawlamyaing o Moulmein (mon: မတ်မလီု [mo̤t məlɜ̤m]; birmano: မော်လမြိုင်မြို့ [mɔ̀ləmjàiɴ mjo̰]) es la capital y localidad más poblada del Estado Mon, en Birmania.
Es la tercera mayor ciudad birmana, con una población de aproximadamente trescientos mil habitantes.
Se sitúa en la parte interna del delta fluvial del río Salween, donde confluye con el río Gyaing.

## Toponimia
El nombre Mawlamyaing significa "ojo perdido" en el idioma mon.

## Historia
Mawlamyaing fue la primera capital de la Birmania británica entre 1826 y 1852, después de que la costa de Tenasserim y el Arakan fueran cedidos a los británicos por el tratado de Yandabu al final de la primera guerra anglo-birmana. En 1827, los británicos se establecieron en esta población por decisión del general Sir Archibald Campbell y la declararon capital de la provincia de Tenasserim, por ser considerada mejor que Amherst al sur y Martaban al oeste. Numerosos británicos se establecieron en la ciudad y un barrio fue conocido como Pequeña Inglaterra; muchos de estos británicos tenían plantaciones de caucho.
La residencia del gobierno se estableció en Salween House y la ciudad disponía de un hospital, escuelas del gobierno y tres iglesias: San Mateo, San Patricio y San Agustín; había un campamento militar que antes de finales del siglo XIX fue abandonado. Formaba parte de la división de Tenasserim, distrito de Amherst, subdivisión de Moulmein, municipio de Moulmein. La población era en 1872 de 46 472 habitantes, en 1881 de 53 107 habitantes; en 1891 de 55 785 y en 1901 de 58 446 habitantes (entre estos 8544 musulmanes y 19 081 hindúes). En el puerto se construyeron unos astilleros que operaron entre 1830 y 1858 para barcos de madera pero luego casi desaparecen con la aparición de barcos más modernos, quedando limitadas a la fabricación de pequeños botes locales. Por otro lado el puerto quedaba tapado por barras de arena pero el gobierno tomó medidas y dragó la zona para hacerla accesible fácilmente al tráfico marítimo; el puerto estaba administrado por el Oficial del Puerto miembro de la Royal Indian Marine.

## Economía
Mawlamyaing es famoso por sus frutas tropicales.
Mawlamyaing tiene varios aserraderos y molinos de arroz que son transportados por el río Salween. La ciudad también tiene una planta de energía solar para extraer la sal del agua de mar y una planta eléctrica diésel.

## Educación
Mawlamyaing tiene veinte escuelas y una universidad.

## Transporte
La ciudad cuenta con un aeropuerto con vuelos diarios a Rangún.